# 에어 프랑스 HOP
에어 프랑스 HOP(프랑스어: Société HOP!)는 프랑스의 지역 항공사로 2013년 3월 31일에 브릿 에어, 레지오날, 에어린에어가 합병되어 설립되었다. 생텍쥐페리 국제공항, 파리 오를리 공항을 허브 공항으로 하여 프랑스 국내선과 국제선 노선이 운항하고 있다.

## 운항 노선
- 2014년 1월 기준으로 HOP!는 다음과 같은 노선을 운항하고있다.

### 코드쉐어 협정
- 에어 프랑스 HOP는 다음의 항공사와 코드쉐어 협정을 체결하고있다.

| - 알리탈리아 항공 (스카이팀) - 에어 코르시카 - 에어 프랑스 (스카이팀, 모기업) |

## 보유 기종

### 현재 보유 중인 기종
- 2019년 10월 기준으로 HOP!은 다음과 같은 기종을 보유하고 있으며 평균 기령은 11.9년이다.[4][5]

## 같이 보기
- 프랑스의 항공사 목록